# Enduro-Europameisterschaft 1976
Die Enduro-Europameisterschaft 1976 war die 9. in der Geschichte der FIM Enduro-Europameisterschaft.

## Allgemeines und Rennkalender
Von sieben Läufen zählten die vier besten Ergebnisse für die EM-Wertung.
| Nr. | Ort                    | Datum                  | Streckenlänge (a) |
| --- | ---------------------- | ---------------------- | ----------------- |
| 1   | Loches-sur-Ource       | 10. bis 11. April 1976 | 540 km            |
| 2   | Navacerrada            | 1. bis 2. Mai 1976     | k. A.             |
| 3   | Frýdlant nad Ostravicí | 15. bis 16. Mai 1976   | 536 km            |
| 4   | Bratto                 | 29. bis 30. Mai 1976   | 533 km            |
| 5   | Amtzell                | 18. bis 19. Juni 1976  | 458 km            |
| 6   | Zeltweg                | 3. bis 4. Juli 1976    | 564 km            |
| 7   | Szczyrk                | 17. bis 18. Juli 1976  | 544 km            |

## Klasse bis 50 cm³

### Rennergebnisse
| Nr. | Ort                    | Datum                  | Fahrer   | Fahrer  | Platz 1 (b)              | Platz 2 (b)             | Platz 3 (b)             | Gesamtführender          |
| Nr. | Ort                    | Datum                  | am Start | im Ziel | Platz 1 (b)              | Platz 2 (b)             | Platz 3 (b)             | Gesamtführender          |
| --- | ---------------------- | ---------------------- | -------- | ------- | ------------------------ | ----------------------- | ----------------------- | ------------------------ |
| 1   | Loches-sur-Ource       | 10. bis 11. April 1976 | 9        | 4       | Gino Perego (Puch)       | Peter Neumann (Zündapp) | Brinkmann (Hercules)    | Gino Perego (Puch)       |
| 2   | Navacerrada            | 1. bis 2. Mai 1976     | 7        | 5       | Erwin Schmider (Zündapp) | Gino Perego (Puch)      | Brinkmann (Hercules)    | Gino Perego (Puch)       |
| 3   | Frýdlant nad Ostravicí | 15. bis 16. Mai 1976   | 6        | 5       | Erwin Schmider (Zündapp) | Gino Perego (Puch)      | Peter Neumann (Zündapp) | Erwin Schmider (Zündapp) |
| 4   | Bratto                 | 29. bis 30. Mai 1976   | 34       | 24      | Erwin Schmider (Zündapp) | Gino Perego (Puch)      | Peter Neumann (Zündapp) | Erwin Schmider (Zündapp) |
| 5   | Amtzell                | 18. bis 19. Juni 1976  | 11       | 6       | Erwin Schmider (Zündapp) | Gino Perego (Puch)      | Peter Neumann (Zündapp) | Erwin Schmider (Zündapp) |
| 6   | Zeltweg                | 3. bis 4. Juli 1976    | 8        | 6       | Gino Perego (Puch)       | Peter Neumann (Zündapp) | Brinkmann (Hercules)    | Erwin Schmider (Zündapp) |
| 7   | Szczyrk                | 17. bis 18. Juli 1976  | 0        |         |                          |                         |                         | Erwin Schmider (Zündapp) |

### EM-Endstand
| Platz | Fahrer         | Motorrad | Punkte |
| ----- | -------------- | -------- | ------ |
| 1     | Erwin Schmider | Zündapp  | 60     |
| 2     | Perego         | Puch     | 54     |
| 3     | Peter Neumann  | Zündapp  | 44     |

## Klasse bis 75 cm³

### Rennergebnisse
| Nr. | Ort                    | Datum                  | Fahrer   | Fahrer  | Platz 1 (c)                   | Platz 2 (c)                   | Platz 3 (c)                 | Gesamtführender               |
| Nr. | Ort                    | Datum                  | am Start | im Ziel | Platz 1 (c)                   | Platz 2 (c)                   | Platz 3 (c)                 | Gesamtführender               |
| --- | ---------------------- | ---------------------- | -------- | ------- | ----------------------------- | ----------------------------- | --------------------------- | ----------------------------- |
| 1   | Loches-sur-Ource       | 10. bis 11. April 1976 | 6        | 4       | Steffen Mauersberger (Simson) | Ewald Schneidewind (Simson)   | Fleurence (Simson)          | Steffen Mauersberger (Simson) |
| 2   | Navacerrada            | 1. bis 2. Mai 1976     | 20       | 7       | Steffen Mauersberger (Simson) | Ewald Schneidewind (Simson)   | Osvaldo Scaburri (Puch)     | Steffen Mauersberger (Simson) |
| 3   | Frýdlant nad Ostravicí | 15. bis 16. Mai 1976   | 11       | 8       | Steffen Mauersberger (Simson) | Ewald Schneidewind (Simson)   | Nowicki (Simson)            | Steffen Mauersberger (Simson) |
| 4   | Bratto                 | 29. bis 30. Mai 1976   | 15       | 10      | Ewald Schneidewind (Simson)   | Steffen Mauersberger (Simson) | Mascheretti (Ancilotti)     | Steffen Mauersberger (Simson) |
| 5   | Amtzell                | 18. bis 19. Juni 1976  | 6        | 5       | Osvaldo Scaburri (Puch)       | Valoti (Ancilotti)            | Ewald Schneidewind (Simson) | Steffen Mauersberger (Simson) |
| 6   | Zeltweg                | 3. bis 4. Juli 1976    | 8        | 6       | Steffen Mauersberger (Simson) | Caccia (Ancilotti)            | Banasik (Simson)            | Steffen Mauersberger (Simson) |
| 7   | Szczyrk                | 17. bis 18. Juli 1976  | 8        | 8       | Ewald Schneidewind (Simson)   | Steffen Mauersberger (Simson) | Nowicki (Simson)            | Steffen Mauersberger (Simson) |

### EM-Endstand
| Platz | Fahrer               | Motorrad | Punkte |
| ----- | -------------------- | -------- | ------ |
| 1     | Steffen Mauersberger | Simson   | 60     |
| 2     | Ewald Schneidewind   | Simson   | 54     |
| 3     | Nowicki              | Simson   | 36     |

## Klasse bis 100 cm³

### Rennergebnisse
| Nr. | Ort                    | Datum                  | Fahrer   | Fahrer  | Platz 1 (d)                | Platz 2 (d)            | Platz 3 (d)                | Gesamtführender            |
| Nr. | Ort                    | Datum                  | am Start | im Ziel | Platz 1 (d)                | Platz 2 (d)            | Platz 3 (d)                | Gesamtführender            |
| --- | ---------------------- | ---------------------- | -------- | ------- | -------------------------- | ---------------------- | -------------------------- | -------------------------- |
| 1   | Loches-sur-Ource       | 10. bis 11. April 1976 | 6        | 5       | Mauro Miele (KTM)          | Gerhard Haatz (Simson) | Renato Foresti (DKW)       | Mauro Miele (KTM)          |
| 2   | Navacerrada            | 1. bis 2. Mai 1976     | 7        | 4       | Josef Wolfgruber (Zündapp) | Mauro Miele (KTM)      | Gerhard Haatz (Simson)     | Mauro Miele (KTM)          |
| 3   | Frýdlant nad Ostravicí | 15. bis 16. Mai 1976   | 12       | 8       | Milan Kremel (Jawa)        | Mauro Miele (KTM)      | Josef Wolfgruber (Zündapp) | Mauro Miele (KTM)          |
| 4   | Bratto                 | 29. bis 30. Mai 1976   | 22       | 15      | Josef Wolfgruber (Zündapp) | Mauro Miele (KTM)      | Renato Foresti (DKW)       | Mauro Miele (KTM)          |
| 5   | Amtzell                | 18. bis 19. Juni 1976  | 15       | 10      | Josef Wolfgruber (Zündapp) | Mauro Miele (KTM)      | Pietro Gagni (SWM)         | Josef Wolfgruber (Zündapp) |
| 6   | Zeltweg                | 3. bis 4. Juli 1976    | 10       | 9       | Josef Wolfgruber (Zündapp) | Mauro Miele (KTM)      | Pietro Gagni (SWM)         | Josef Wolfgruber (Zündapp) |
| 7   | Szczyrk                | 17. bis 18. Juli 1976  | 7        | 5       | Milan Kremel (Jawa)        | Pietro Gagni (SWM)     | Josef Siruček (Jawa)       | Josef Wolfgruber (Zündapp) |

### EM-Endstand
| Platz | Fahrer           | Motorrad     | Punkte |
| ----- | ---------------- | ------------ | ------ |
| 1     | Josef Wolfgruber | Zündapp      | 60     |
| 2     | Mauro Miele      | KTM          | 51     |
| 3     | Pietro Gagni     | SWM          | 40     |
| 4     | Gerhard Haatz    | Simson       | 38     |
| 5     | Renato Foresti   | DKW-Hercules | 34     |
| 6     | Milan Kremel     | Jawa         | 30     |
| 7     | Eberhard Weber   | Zündapp      | 16     |

## Klasse bis 125 cm³

### Rennergebnisse
| Nr. | Ort                    | Datum                  | Fahrer   | Fahrer  | Platz 1 (e)              | Platz 2 (e)                | Platz 3 (e)              | Gesamtführender         |
| Nr. | Ort                    | Datum                  | am Start | im Ziel | Platz 1 (e)              | Platz 2 (e)                | Platz 3 (e)              | Gesamtführender         |
| --- | ---------------------- | ---------------------- | -------- | ------- | ------------------------ | -------------------------- | ------------------------ | ----------------------- |
| 1   | Loches-sur-Ource       | 10. bis 11. April 1976 | 21       | 15      | Alessandro Gritti (KTM)  | Gualtiero Brissoni (SWM)   | Erwin Schmider (Zündapp) | Alessandro Gritti (KTM) |
| 2   | Navacerrada            | 1. bis 2. Mai 1976     | 9        | 6       | Alessandro Gritti (KTM)  | Rolf Witthöft (Zündapp)    | Gualtiero Brissoni (SWM) | Alessandro Gritti (KTM) |
| 3   | Frýdlant nad Ostravicí | 15. bis 16. Mai 1976   | 18       | 13      | Alessandro Gritti (KTM)  | Gualtiero Brissoni (SWM)   | Rolf Witthöft (Zündapp)  | Alessandro Gritti (KTM) |
| 4   | Bratto                 | 29. bis 30. Mai 1976   | 47       | 32      | Alessandro Gritti (KTM)  | Gualtiero Brissoni (SWM)   | Jürgen Grisse (Zündapp)  | Alessandro Gritti (KTM) |
| 5   | Amtzell                | 18. bis 19. Juni 1976  | 32       | 23      | Gualtiero Brissoni (SWM) | Rolf Witthöft (Zündapp)    | Jürgen Grisse (Zündapp)  | Alessandro Gritti (KTM) |
| 6   | Zeltweg                | 3. bis 4. Juli 1976    | 20       | 16      | Gualtiero Brissoni (SWM) | Angelo Signorelli (Fantic) | Jürgen Grisse (Zündapp)  | Alessandro Gritti (KTM) |
| 7   | Szczyrk                | 17. bis 18. Juli 1976  | 18       | 12      | Chovancik (Jawa)         | Enö (Zündapp)              | Jakobsson (KTM)          | Alessandro Gritti (KTM) |

### EM-Endstand
| Platz | Fahrer             | Motorrad | Punkte |
| ----- | ------------------ | -------- | ------ |
| 1     | Alessandro Gritti  | KTM      | 60     |
| 2     | Gualtiero Brissoni | SWM      | 54     |
| 3     | Rolf Witthöft      | Zündapp  | 42     |

## Klasse bis 175 cm³

### Rennergebnisse
| Nr. | Ort                    | Datum                  | Fahrer   | Fahrer  | Platz 1 (f)              | Platz 2 (f)            | Platz 3 (f)              | Gesamtführender        |
| Nr. | Ort                    | Datum                  | am Start | im Ziel | Platz 1 (f)              | Platz 2 (f)            | Platz 3 (f)              | Gesamtführender        |
| --- | ---------------------- | ---------------------- | -------- | ------- | ------------------------ | ---------------------- | ------------------------ | ---------------------- |
| 1   | Loches-sur-Ource       | 10. bis 11. April 1976 | 27       | 24      | Elia Andrioletti (KTM)   | Eddy Hau (Zündapp)     | Pierluigi Rottigni (SWM) | Elia Andrioletti (KTM) |
| 2   | Navacerrada            | 1. bis 2. Mai 1976     | 8        | 8       | Elia Andrioletti (KTM)   | Eddy Hau (Zündapp)     | Franco Gualdi (DKW)      | Elia Andrioletti (KTM) |
| 3   | Frýdlant nad Ostravicí | 15. bis 16. Mai 1976   | 43       | 37      | Eddy Hau (Zündapp)       | Elia Andrioletti (KTM) | Petr Valek (Jawa)        | Elia Andrioletti (KTM) |
| 4   | Bratto                 | 29. bis 30. Mai 1976   | 33       | 23      | Elia Andrioletti (KTM)   | Franco Gualdi (DKW)    | Eddy Hau (Zündapp)       | Elia Andrioletti (KTM) |
| 5   | Amtzell                | 18. bis 19. Juni 1976  | 36       | 23      | Eddy Hau (Zündapp)       | Elia Andrioletti (KTM) | Belussi (Puch)           | Elia Andrioletti (KTM) |
| 6   | Zeltweg                | 3. bis 4. Juli 1976    | 34       | 27      | Elia Andrioletti (KTM)   | Eddy Hau (Zündapp)     | Erwin Schmider (Zündapp) | Elia Andrioletti (KTM) |
| 7   | Szczyrk                | 17. bis 18. Juli 1976  | 19       | 12      | Pierluigi Rottigni (SWM) | Petr Valek (Jawa)      | Petr Čemus (Jawa)        | Elia Andrioletti (KTM) |

### EM-Endstand
| Platz | Fahrer             | Motorrad | Punkte |
| ----- | ------------------ | -------- | ------ |
| 1     | Elia Andrioletti   | KTM      | 60     |
| 2     | Eddy Hau           | Zündapp  | 54     |
| 3     | Pierluigi Rottigni | SWM      | 41     |

## Klasse bis 250 cm³

### Rennergebnisse
| Nr. | Ort                    | Datum                  | Fahrer   | Fahrer  | Platz 1 (g)            | Platz 2 (g)             | Platz 3 (g)              | Gesamtführender      |
| Nr. | Ort                    | Datum                  | am Start | im Ziel | Platz 1 (g)            | Platz 2 (g)             | Platz 3 (g)              | Gesamtführender      |
| --- | ---------------------- | ---------------------- | -------- | ------- | ---------------------- | ----------------------- | ------------------------ | -------------------- |
| 1   | Loches-sur-Ource       | 10. bis 11. April 1976 | 22       | 22      | Jiří Stodůlka (Jawa)   | Frank Schubert (MZ)     | František Mrázek (Jawa)  | Jiří Stodůlka (Jawa) |
| 2   | Navacerrada            | 1. bis 2. Mai 1976     | 16       | 12      | Augusto Taiocchi (KTM) | Frank Schubert (MZ)     | Guglielmo Andreini (DKW) | Frank Schubert (MZ)  |
| 3   | Frýdlant nad Ostravicí | 15. bis 16. Mai 1976   | 42       | 33      | Jiří Stodůlka (Jawa)   | František Mrázek (Jawa) | Frank Schubert (MZ)      | Frank Schubert (MZ)  |
| 4   | Bratto                 | 29. bis 30. Mai 1976   | 42       | 28      | Augusto Taiocchi (KTM) | Jiří Stodůlka (Jawa)    | Guglielmo Andreini (DKW) | Jiří Stodůlka (Jawa) |
| 5   | Amtzell                | 18. bis 19. Juni 1976  | 51       | 37      | Augusto Taiocchi (KTM) | Jiří Stodůlka (Jawa)    | František Mrázek (Jawa)  | Jiří Stodůlka (Jawa) |
| 6   | Zeltweg                | 3. bis 4. Juli 1976    | 55       | 45      | Jiří Stodůlka (Jawa)   | Augusto Taiocchi (KTM)  | Frank Schubert (MZ)      | Jiří Stodůlka (Jawa) |
| 7   | Szczyrk                | 17. bis 18. Juli 1976  | 24       | 18      | Jiří Stodůlka (Jawa)   | Štefl (Jawa)            | Blahuta (Jawa)           | Jiří Stodůlka (Jawa) |

### EM-Endstand
| Platz | Fahrer           | Motorrad | Punkte |
| ----- | ---------------- | -------- | ------ |
| 1     | Jiří Stodůlka    | Jawa     | 60     |
| 2     | Augusto Taiocchi | KTM      | 57     |
| 3     | Frank Schubert   | MZ       | 44     |

## Klasse bis 350 cm³

### Rennergebnisse
| Nr. | Ort                    | Datum                  | Fahrer   | Fahrer  | Platz 1 (h)             | Platz 2 (h)             | Platz 3 (h)        | Gesamtführender         |
| Nr. | Ort                    | Datum                  | am Start | im Ziel | Platz 1 (h)             | Platz 2 (h)             | Platz 3 (h)        | Gesamtführender         |
| --- | ---------------------- | ---------------------- | -------- | ------- | ----------------------- | ----------------------- | ------------------ | ----------------------- |
| 1   | Loches-sur-Ource       | 10. bis 11. April 1976 | 12       | 10      | Květoslav Mašita (Jawa) | Josef Císař (Jawa)      | Marinoni (DKW)     | Květoslav Mašita (Jawa) |
| 2   | Navacerrada            | 1. bis 2. Mai 1976     | 8        | 7       | Pibernat (Bultaco)      | Uwe Köthe (MZ)          | Meusel (MZ)        | Marinoni (DKW)          |
| 3   | Frýdlant nad Ostravicí | 15. bis 16. Mai 1976   | 42       | 34      | Josef Císař (Jawa)      | Květoslav Mašita (Jawa) | Kuchar (Jawa)      | Květoslav Mašita (Jawa) |
| 4   | Bratto                 | 29. bis 30. Mai 1976   | 17       | 12      | Květoslav Mašita (Jawa) | Josef Císař (Jawa)      | Marinoni (DKW)     | Květoslav Mašita (Jawa) |
| 5   | Amtzell                | 18. bis 19. Juni 1976  | 25       | 19      | Květoslav Mašita (Jawa) | Josef Císař (Jawa)      | Marinoni (DKW)     | Květoslav Mašita (Jawa) |
| 6   | Zeltweg                | 3. bis 4. Juli 1976    | 22       | 16      | Jiri Pošik (Jawa)       | Květoslav Mašita (Jawa) | Uwe Köthe (MZ)     | Květoslav Mašita (Jawa) |
| 7   | Szczyrk                | 17. bis 18. Juli 1976  | 14       | 10      | Květoslav Mašita (Jawa) | Jiri Pošik (Jawa)       | Josef Císař (Jawa) | Květoslav Mašita (Jawa) |

### EM-Endstand
| Platz | Fahrer           | Motorrad | Punkte |
| ----- | ---------------- | -------- | ------ |
| 1     | Květoslav Mašita | Jawa     | 60     |
| 2     | Josef Císař      | Jawa     | 51     |
| 3     | Jiri Pošik       | Jawa     | 38     |

## Klasse über 350 cm³

### Rennergebnisse
| Nr. | Ort                    | Datum                  | Fahrer   | Fahrer  | Platz 1 (i)            | Platz 2 (i)            | Platz 3 (i)        | Gesamtführender        |
| Nr. | Ort                    | Datum                  | am Start | im Ziel | Platz 1 (i)            | Platz 2 (i)            | Platz 3 (i)        | Gesamtführender        |
| --- | ---------------------- | ---------------------- | -------- | ------- | ---------------------- | ---------------------- | ------------------ | ---------------------- |
| 1   | Loches-sur-Ource       | 10. bis 11. April 1976 | 20       | 17      | Stanislav Zloch (Jawa) | Heino Büse (KTM)       | Casas (Bultaco)    | Stanislav Zloch (Jawa) |
| 2   | Navacerrada            | 1. bis 2. Mai 1976     | 8        | 5       | Imerio Testori (KTM)   | Heino Büse (KTM)       | Manfred Jäger (MZ) | Heino Büse (KTM)       |
| 3   | Frýdlant nad Ostravicí | 15. bis 16. Mai 1976   | 31       | 27      | Imerio Testori (KTM)   | Heino Büse (KTM)       | Kauler (Jawa)      | Heino Büse (KTM)       |
| 4   | Bratto                 | 29. bis 30. Mai 1976   | 16       | 13      | Heino Büse (KTM)       | Stanislav Zloch (Jawa) | Capelli (KTM)      | Heino Büse (KTM)       |
| 5   | Amtzell                | 18. bis 19. Juni 1976  | 30       | 23      | Heino Büse (KTM)       | Casas (Bultaco)        | Kauler (Jawa)      | Heino Büse (KTM)       |
| 6   | Zeltweg                | 3. bis 4. Juli 1976    | 45       | 34      | Stanislav Zloch (Jawa) | Heino Büse (KTM)       | Toman (Jawa)       | Heino Büse (KTM)       |
| 7   | Szczyrk                | 17. bis 18. Juli 1976  | 22       | 11      | Stanislav Zloch (Jawa) | Heino Büse (KTM)       | Toman (Jawa)       | Stanislav Zloch (Jawa) |

### EM-Endstand
| Platz | Fahrer          | Motorrad | Punkte |
| ----- | --------------- | -------- | ------ |
| 1     | Stanislav Zloch | Jawa     | 57     |
| 2     | Heino Büse      | KTM      | 54     |
| 3     | Imerio Testori  | KTM      | 38     |